# Teersee

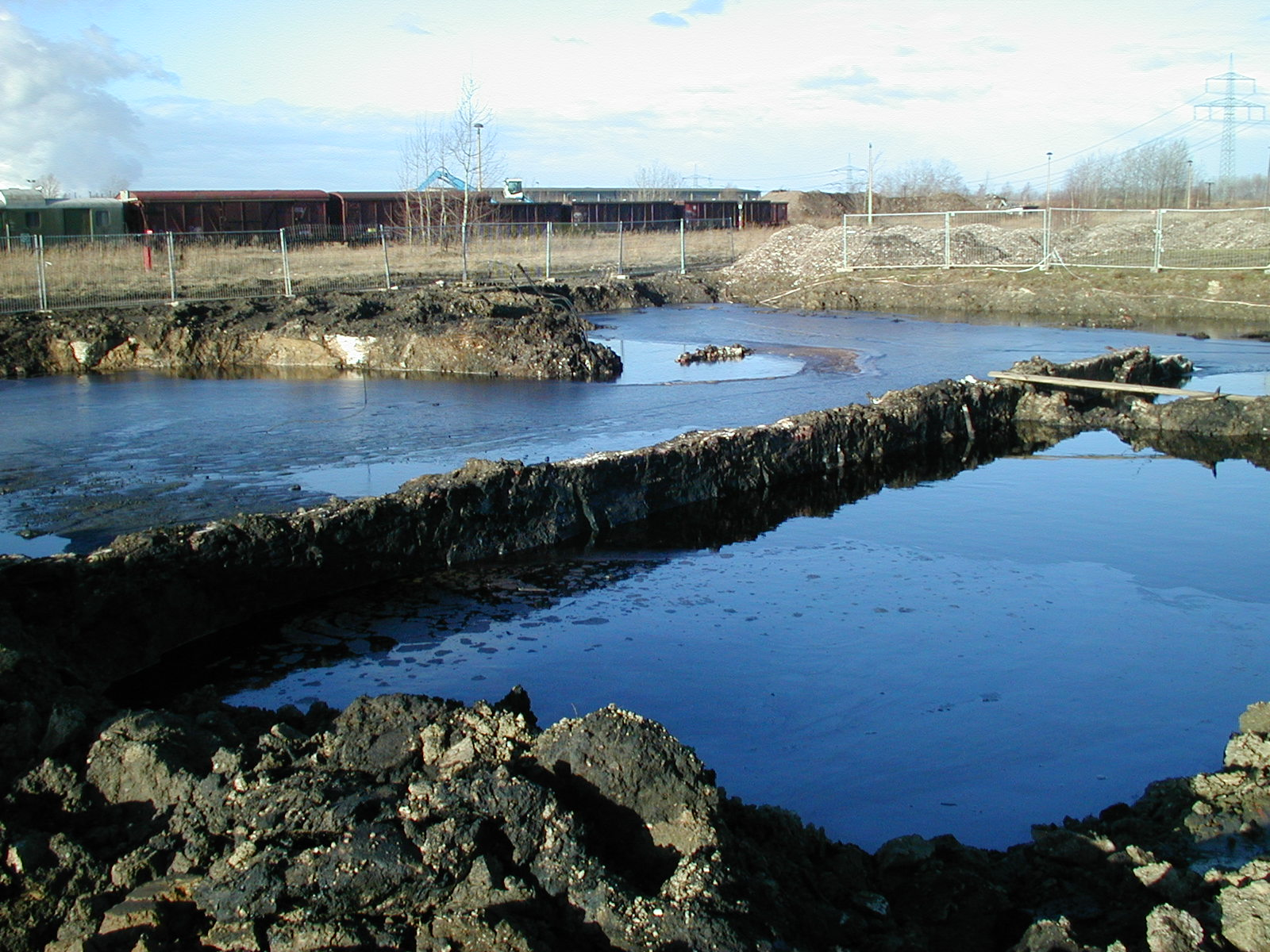
Ehemaliger Teersee bei Espenhain während der Sanierung 2002

Als Teersee bezeichnet man veraltete Deponien für flüssige Industrieabfälle, meist Rückstände von Teer. Umgangssprachlich werden Teerseen manchmal auch fälschlicherweise als Asphaltseen bezeichnet.
Von offenen, ungesicherten Teerseen gehen starke Gefährdungen für Grundwasser, Boden und Luft aus, u. a. durch Benzol und andere Kohlenwasserstoffe. Oft kostet die Sanierung zweistellige Millionenbeträge.

## Beispiele Deutschland
Im Zuge des Kohleverarbeitung wurden vor allem nach 1945 im Lausitzer und Mitteldeutschen Braunkohlerevier hochgiftige Industrieabfälle in Restlöcher entsorgt. Der Abfall bestand überwiegend aus Rückständen von Braunkohlenteer, Phenolen, Bleicherde.
Große Teerseen befanden sich unter anderem in Krumpa (Mineralölwerk Lützkendorf), zwischen Deuben und Trebnitz (Industriekraftwerk Deuben), in Rositz (Thüringen), auf dem Gebiet der ehemaligen Großgaserei Magdeburg (Sachsen-Anhalt), dem Gaskombinat Schwarze Pumpe (Brandenburg) und im Bereich des ehemaligen Braunkohlen-Veredlungswerkes Espenhain (Sachsen).
Auch im Ruhrgebiet gab es Teerseen, beispielsweise im heutigen Landschaftspark Duisburg-Nord auf dem ehemaligen Betriebsgelände der Schachtanlage Thyssen IV/VIII. Die Landesentwicklungsgesellschaft NRW GmbH begann im Jahr 2001 auf der Grundlage eines verbindlichen Sanierungsplanes gemäß § 13 BBodSchG mit den Arbeiten zur Altlastensicherung auf dem Gelände des vormaligen Gleisdreiecks. Ein Sicherungsbauwerk wurde nach kleineren Rückschlägen fertiggestellt. Die Anlage muss auf ewig überwacht werden, da in den 1970er Jahren mit Tanklastwagen Benzol, Cyanide, Quecksilber, Schwermetalle und Säureharze abgekippt worden waren. Mit Spundwänden, bis auf 35 Meter tief in den Boden getriebenen Pfählen und einer Betonabdeckung sollen Grundwasserströme gesichert werden. Teersee Schacht 4/8 wurde eingekapselt.